# 2 Coríntios 7
2 Coríntios 7 é o sétimo capítulo da Segunda Epístola aos Coríntios, de autoria do Apóstolo Paulo, no Novo Testamento da Bíblia.

## Estrutura
A Tradução Brasileira da Bíblia organiza este capítulo da seguinte maneira:
- 2 Coríntios 7:1 - Exortação à santidade
- 2 Coríntios 7:2-4 - Paulo e seus convertidos
- 2 Coríntios 7:5-16 - Paulo confortado com a chegada de Tito, que lhe trouxe boas-novas